# A Gest of Robyn Hode

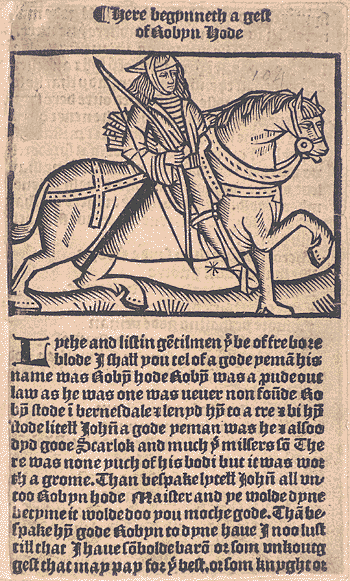
Beginn der Gest of Robyn Hode (National Library of Scotland)

A Gest of Robyn Hode, zu übersetzen etwa mit „Die Geschichte von Robin Hood“, ist eine im 15. Jahrhundert in mittelenglischer Sprache verfasste und Anfang des 16. Jahrhunderts erstmals gedruckte Ballade. A Gest of Robyn Hode ist der anerkannt wichtigste Quellentext für die heutige Forschung zur literarischen und mutmaßlichen historischen Gestalt Robin Hoods. Übereinstimmend wird diese Dichtung zu den ältesten und zuverlässigsten Überlieferungen gezählt. Gegliedert ist die Gest of Robyn Hode in acht fyttes (modernes Englisch: fits), was in etwa mit „Liedern“ übersetzt werden kann. Sie besteht aus 456 vierzeiligen Strophen. Bekannt ist die Ballade auch unter dem Titel A Lytell Geste of Robyn Hode.

## Inhalt
Die Gest (vgl. Latein gesta) erzählt die Taten Robyn Hodes (Robin Hoods) und seiner Begleiter Litell Johnn (Little John), Scarlok (Will Scarlet) und Much, the millers son (Much, der Müllerssohn). Weitere Hauptpersonen sind der Ritter Richarde at the Lee (Richard of the Lee) und als Widersacher Robin Hoods der Sheriff of Notyingham (Sheriff von Nottingham).
Die Gest of Robyn Hode spielt in der kleinen Region Barnsdale in der englischen Grafschaft Yorkshire. Der zeitliche Rahmen der Ballade ist nicht eindeutig zu klären; aufgrund der in der Gest of Robyn Hode beschriebenen rechtlichen, sozialen und militärischen Strukturen vermutet die Forschung, dass sich die dort geschilderten Handlungen im 13. Jahrhundert abgespielt haben könnten.

### Handlung
Nach einer kurzen Einführung in die Charaktere der Hauptpersonen und den Ort der Handlung erzählen die ersten beiden „fyttes“ oder Lieder zunächst weniger von den Taten Robin Hoods, sondern drehen sich um den verarmten Ritter Richard of the Lee und dessen Auseinandersetzungen mit einem geldgierigen Abt. Little John begegnet dem sorgenvoll ausschauenden Ritter, dessen Name anfangs nicht erwähnt wird, und zwingt ihn zur Teilnahme an einem von Robin Hood veranstalteten Gastmahl. Der Ritter offenbart, dass er nur noch 10 Schillinge besäße und erzählt zur Erklärung, dass er zur Rettung seines Sohns, dem die Tötung zweier Männer vorgeworfen wird, sein gesamtes Vermögen habe ausgeben und seine Ländereien verpfänden müssen. Robin Hood leiht dem Ritter 400 Pfund, die dieser zur Tilgung seiner Restschuld dringend benötigt, und Little John begleitet ihn als Knappe. Der Ritter prüft den Abt, dem er das Geld schuldet, indem er vorgibt, weiterhin nicht über genügend Geld zur Tilgung seiner Schulden zu verfügen. Er bittet ihn, Gnade zu zeigen. Doch der Abt besteht auf der Zahlung, woraufhin der Ritter sein Täuschungsmanöver enthüllt und seine Schulden begleicht. Danach spart er darauf, dem Bandenführer das geliehene Geld zurückzahlen zu können. Im Laufe der Dichtung entwickelt sich zwischen ihm und Robin Hood eine Art Freundschaft.
Im dritten Lied scheidet Little John aus dem Dienst des Ritters aus, nimmt an einem Bogenschützenwettbewerb teil und gewinnt. Daraufhin wird er unter falschem Namen ein Diener des Sheriffs. Er prügelt sich betrunken mit dessen Koch, überredet diesen, sich Robin Hood anzuschließen und stiehlt mit ihm des Sheriffs Silber. Little John lockt danach den Sheriff zum Versteck der Bande Robin Hoods. Dort wird der Sheriff gefangen genommen und zur Teilnahme an einem gemeinsamen Mahl gezwungen. Er muss schwören, dass er keinem von Robins Gefährten jemals wieder etwas antun werde.
Im vierten Lied muss ein Mönch der St. Mary’s Abtei an einem Mahl mit Robin Hood teilnehmen. Er behauptet, nur 20 Mark bei sich zu haben, doch stellt sich bald heraus, dass er in Wirklichkeit 800 Pfund mit sich führt. Robin Hood nimmt dem Gottesmann dieses Geld ab und erlässt dafür dem verspätet eingetroffenen Ritter die Rückzahlung der geliehenen Summe. Als der Ritter den Geächteten hundert Bogen mit Pfeilen schenkt, zahlt ihm Robin Hood die Hälfte der geraubten 800 Pfund.
Im fünften Lied arrangiert der Sheriff einen Bogenschützen-Wettbewerb, um Robin Hood in eine Falle zu locken. Robin gewinnt den Bewerb und flieht mit seinen Gefährten, um einer Gefangennahme zu entgehen, zur Burg von Richard at the Lee, dem er geholfen hat und dessen Name nun erstmals erwähnt wird. Der Sheriff kann die Gesetzlosen daher nicht ergreifen und führt Klage vor dem König, der Robin und den Ritter zur Rechenschaft ziehen will.
Im sechsten Lied unternimmt der Sheriff eine letzte Anstrengung, um Robin Hood zu fangen, indem er Richard of Lee gefangen nimmt und ins Gefängnis wirft. Robin eilt auf Aufforderung von Sir Richards Gattin zur Rettung des Ritters, tötet den Sheriff und befreit Richard.
Im siebten und achten Lied begibt sich König Edward selbst mit einigen Begleitern, als Mönche verkleidet, in den Sherwood Forest, um sich von Robin Hood ergreifen zu lassen. Tatsächlich lauert der Bandenchef dem verkleideten König und dessen Männern auf und nötigt sie, mit ihm zu speisen. Während des anschließenden Bogenschieß-Wettbewerbs verfehlt Robin das Ziel und muss sich zur Strafe vom „Abt“ eine Ohrfeige verpassen lassen. Dann gibt sich der König zu erkennen, begnadigt Robin und macht ihn zu einem Mitglied seines Hofstaates. Doch bald sehnt sich Robin nach dem früheren Leben zurück, täuscht den König, kehrt in den Wald zurück, sammelt wieder seine Bande und lebt mit ihr 22 weitere Jahre im Wald.
Das Ende der Gest schildert den durch die Priorin von Kirklees an Robin Hood verübten Verrat. Auf Anstiften ihres Liebhabers Sir Roger of Doncaster lässt die Priorin Robin bei einem Aderlass heimtückisch verbluten.

## Rezeption
A Gest of Robyn Hode entstand aus einer Verschmelzung mehrerer älterer Balladenzyklen um die Taten Robin Hoods. Deren Datierung ist nicht sicher; vermutet werden Zeiträume um das Jahr 1400 (nach Francis James Child) bis 1450 (nach James Clarke Holt), wobei das spätere Datum nach Urteil der meisten Historiker heute als das Wahrscheinlichere gilt. Diese Balladen hatten wiederum selbst ältere Vorbilder, die vermutlich zurück bis ins 13. Jahrhundert datieren. Der erste schriftliche Hinweis auf deren Existenz stammt aus einer um das Jahr 1377 von William Langland verfassten Sammlung volkstümlicher Gedichte mit dem Titel The Vision of Piers Plowman. In einem der Gedichte brüstet sich ein gewisser Sloth, dass er sich zwar kaum an das Vaterunser erinnern könne, dafür aber Verse über Robin Hood auswendig kenne.
Erstmals gedruckt wurde die Ballade unter dem Titel A Gest of Robin Hood, früher auch bekannt als die Lettersnijder Edition, in den Jahren von 1500 bis 1510 von Jan van Doesbroch in Antwerpen; eines dieser Exemplare befindet sich heute in der National Library of Scotland in Edinburgh. 
Einen weiteren frühen Druck der Gest gab Wynkyn de Worde in London unter dem abweichenden Titel A Lytell Geste of Robyn Hode um die Jahre 1506 bis 1510 heraus. Womöglich erschien damit de Wordes Version sogar früher als die Antwerpener Ausgabe. Ein Exemplare der Lytell Geste of Robyn Hode befindet sich heute in der Universitätsbibliothek Cambridge. 
Um das Jahr 1560 gab William Copland die Ballade unter dem Titel A Mery Geste of Robyn Hoode heraus. Copland zog für seine Gest die beiden älteren Versionen heran, verarbeitete aber auch andere ihm bekannte Fragmente der Gest, darunter ein gedruckter Text von Richard Pynson etwa aus dem Jahr 1530 und einige Fragmente aus der sogenannten Douce Collection, die ihrerseits wiederum aus Fragmenten einer anderen frühen Druckversion der Gest, vermutlich von Wynkyn de Worde, besteht. Ein Exemplar der Ausgabe Coplands liegt heute in der Britischen Nationalbibliothek.
Der Literaturwissenschaftler Francis J. Child (1825–1896) sammelte die Gest of Robyn Hode und weitere Balladen um Robin Hood in seinem noch heute anerkannten Standardwerk The English and Scottish Popular Ballads (herausgegeben 1882–1889). Child stellte als einer der ersten Wissenschaftler fest, dass der Gest mehrere ältere Balladenzyklen zugrunde liegen müssen. Eines der Argumente, die er hierfür anführte, ist die Schilderung in der Gest, dass einer von Robin Hoods Gefährten den mehr als 80 Kilometer weiten Weg von Nottingham nach Barnsdale, dem Hauptort der Handlung, in weniger als einem Tag zurücklegte – was mit den im Mittelalter zur Verfügung stehenden Verkehrsmitteln schlicht unmöglich war. Child sah darin einen Beleg, dass in der Gest bereits die Orte und Handlungen mindestens zweier älterer Balladenzyklen miteinander verschmolzen waren.

### Textausgaben
- A Gest of Robyn Hode (Lettersnijder edn.). Antwerp: Van Doesbroch, ca. 1510. (heute in der National Library of Scotland)
- A Lytell Geste of Robyn Hode. London: Wynkyn de Worde, ca. 1506–10. (heute in der Cambridge University Library)
- A Mery Geste of Robyn Hoode. London: Copland, ca. 1560. (heute in der British Library)
- Fragments of an early printed version, perhaps by Wynkyn de Worde, of the Gest. (heute in der Douce Collection, Bodleian Library, Oxford.)
- The Gest of Robin Hood. Toronto: Clawson, William H., 1909. (University of Toronto Library)

### Sekundärliteratur
- Bellamy, John. Crime and Public Order in England in the Later Middle Ages. London: Routledge, 1973.
- Bellamy, John. Robin Hood: An Historical Inquiry. London: Croom Helm, 1985.
- Dobson, R. B., and J. Taylor. Rhymes of Robin Hood: The Early Ballads and the Gest. In Carpenter, 1995.
- Fowler, D. C. A Literary History of the Popular Ballad. Durham: Duke University Press, 1968.
- James C. Holt: Robin Hood. Die Legende von Sherwood Forest, Düsseldorf 1991. ISBN 3-430-14771-9
- Child, F. J., ed. The English and Scottish Popular Ballads. 5 vols. Rpt. New York: Dover, 1965.